# Ricky (film, 2025)
Pour les articles homonymes, voir Ricky.
Ne doit pas être confondu avec Ricky (film, 2009).
Pour plus de détails, voir Fiche technique et Distribution.
Ricky est un film dramatique américain produit, écrit et réalisé par Rashad Frett et dont la sortie est prévue en 2025. 
Le film, qui marque les débuts de Rashad Frett en tant que réalisateur, est réalisé d'après un scénario coécrit par Frett et Lin Que Ayoung. 
Il s'agit d'une extension du court métrage de 2023 réalisé par Rashad Frett. Il met en vedette Stephan James, Sheryl Lee Ralph, Titus Welliver, Maliq Johnson, Imani Lewis, Simbi Kali et Andrene Ward-Hammond.
Il est présenté en première mondiale au festival du film de Sundance 2025.

## Synopsis
Après avoir été emprisonné à l'adolescence, désormais adulte, Ricky fait face aux défis de la vie après l'incarcération.

## Fiche technique
- Titre original : Ricky
- Réalisation : Rashad Frett
- Scénario : Lin Que Ayoung et Rashad Frett
- Musique : Simon Taufique
- Photographie : Sam Motamedi
- Montage : Daysha Broadway
- Direction artistique : Frida Fitter
- Production : Rashad Frett, Pierre M. Coleman, Simon Taufique, DC Wade, Josh Peters, Sterling Brim et Cary Joji Fukunaga
- Sociétés de production : Spark Features
- Pays de production : États-Unis
- Langue originale : anglais
- Format : couleur
- Genre : drame
- Durée : 109 minutes
- Dates de sortie[2] :
  - États-Unis : 24 janvier 2025 (festival de Sundance)

## Distribution
- Titus Welliver : Leslie Torino
- Sheryl Lee Ralph : Joanne
- Stephan James : Ricardo Smith dit « Ricky »
- Andrene Ward-Hammond : Cheryl
- Katie Lee Hill : Trudy Wong
- Sean Nelson : Terrence
- Imani Lewis : Jaz
- Simbi Kali : Winsome
- Maliq Johnson : James
- Jim O'Hare : Zachary Hoffman

## Production
En janvier 2023, il est annoncé que Rashad Frett va réaliser une version long métrage de son court métrage du même nom. Le scénario a été sélectionné pour le laboratoire d'écriture de scénarios du Sundance Institute 2023.

## Sortie
Il est présenté au festival du film de Sundance 2025, le 24 janvier 2025,.